# Александер Боланьйос
Хансер Ромаріо Боланьйос Кассера (ісп. Jancer Romario Bolaños Cassiera; нар. 12 грудня 1994, Есмеральдас, Еквадор) — еквадорський футболіст, нападник.

## Клубна кар'єра
Вихованець чилійського клубу «Коло-Коло». 24 листопада 2018 року в матчі проти «Уачипато» дебютував у чилійській Прімері. Після перебування в Чилі повернувся до Еквадору, щоб грати за клуб «Барселону», яка віддала його в оренду командам Серії В «Агілас» та «Атлетіко» (Санто-Домінго).
У 2022 році виступав за чилійський «Депортес Консепсьйон», де відзначився 3-ма голами в 15 матчах. У лютому 2023 року підписав 1-річний контракт з «Техніко Універсітаріо» з еквадорської Серії А; залишався одним із провідних гравців команди, відзначився 7-ма голами, тому продовжив контракт із клубом на чотири роки. Наприкінці 2023 року його перевели на чотири сезони в «Індепендьєнте дель Вальє».
19 липня 2024 року «Індепендьєнте дель Вальє» розірвав контракт із гравцем. Еквадорська федерація футболу виявила, що він підробив особу та видавав себе за свого брата Александра Боланьоса Касьерру. У результаті Янсер Боланьос (якому 30 років замість спочатку заявлених 24) був покараний трирічним відстороненням від футболу..

## Кар'єра в збірній
У складі молодіжної збірної Еквадору брав участь у молодіжному чемпіонаті Південної Америки 2019, що проходив у Чилі, де його команда стала чемпіоном.

## Особисте життя
Двоюрідний брат гравців національної збірної Еквадору Міллера Боланьоса та Алекса Боланьйоса.

## Досягнення
- Серія A Еквадору
  -  Чемпіон (1): 2020